# Kass Eszter
Kass Eszter (eredetileg Kasch) (Budapest, 1959. szeptember 29. –) Nívó-díjas magyar textilművész, képzőművész, festőművész és iparművész. Édesapja, Kass János, Kossuth-díjas grafikus és könyvművész, míg édesanyja, Hajnal Gabriella Munkácsy Mihály-díjas képzőművész.

## Életpályája
Művészcsaládba született. A Magyar Iparművészeti Egyetemen végzett textiltervezőként, majd szerzett diplomát művészet- és vizuáliskultúra-tanárként. Tagja a Magyar Képző- és Iparművészek Szövetségének, valamint a Magyar Alkotóművészek Országos Egyesületének.